# Islandsk hvinand
Islandsk hvinand (Bucephala islandica) er en andefugl, der lever på Island og i Nordamerika.